# Ricardo Beltrán y Rózpide
Ricardo Beltrán y Rózpide (Barcelona, 22 de juliol de 1852 - Madrid, 15 de novembre de 1928) fou un pedagog i geògraf espanyol.

## Biografia
Doctor en Filosofia i Lletres, va ser catedràtic a l'Escola d'Estudis Superiors de Magisteri de la Universitat de Madrid. El 27 de juny de 1902 va ser escollit acadèmic numerari de Reial Acadèmia de la Història, va prendre possessió el 31 de maig de 1903. Va ser secretari de la Reial Societat Geogràfica d'Espanya i un gran divulgador didàctic de la disciplina geogràfica, i va introduir a Espanya els seus procediments moderns amb excel·lent mètode, claredat i exactitud d'estil. Cap als anys 1970 la Biblioteca Hispànica va adquirir alguns dels seus volums i mapes que formen la Col·lecció Beltrán Rózpide.

## Obres
- Viajes y descubrimientos efectuados en la Edad Media (1876).
- Memorias sobre progresos de la Geografía (Madrid, 1898-1906).
- Los pueblos hispanoamericanos en el siglo XX (1904).
- El ideario geográfico y los progresos de la geografía (1908).
- Compendio de Historia de España (1915).
- Guía y plan para el estudio de la Geografía (Madrid, 1917-1920).